# شعب الحبلى (مبين)

تعديل مصدري - تعديل

شعب الحبلى هي إحدى قرى عزلة المراحبة بمديرية مبين التابعة لمحافظة حجة، بلغ تعداد سكانها 198 نسمة حسب تعداد اليمن لعام 2004.